# Chileomma
Chileomma là một chi nhện trong họ Gnaphosidae.